# Borgensman
Borgensman är en person som går i borgen för en låntagare eller annan som åtagit sig en förpliktelse. I den fortfarande gällande Handelsbalken från 1736 används termen löftesman.
Borgensmannen ställer inte upp med säkerhet. Borgensåtagandet innebär istället att borgensmannen åtar sig gäldenärens skyldighet att fullgöra ett åtagande eller betala en skuld om inte gäldenären kan eller vill det.
Begreppet ska inte förväxlas med borgenär, som är en långivare (fordringsägare).